# Committimus
Im Allgemeinen handelt es sich beim Committimus um einen Rechtsbegriff des Ancien Régime (aber nicht nur dort), der besagt, dass bestimmte Personen in Zivilsachen nicht vor die ordentliche Gerichtsbarkeit gebracht werden können, sondern deren Rechtssachen vor einem Sondergericht verhandelt werden. Während des Ancien Regime war der Committimus ein Privileg für die hochrangigen Kreise von Hof, Armee und kirchlichen Würdenträgern.
Das Privileg des Committimus (letter of) wurde unter dem Ancien Regime durch den König von Frankreich gewährt.
Dieses Privileg wurde durch Briefe gewährt, die als Committimus-Briefe bezeichnet wurden und so genannt wurden, weil sie mit dem Wort committimus begannen.